# ساسان
ساسان (بالبهلوية 𐭮𐭠𐭮𐭠𐭭)، ويعتبر سلف السلالة الساسانية التي حكمت فارس خلال الفترة (224-651)، كان «محاربًا وصيادًا عظيمًا» وكاهنًا زرادشتيًا كبيرًا في محافظة فارس. عاش في وقت قريب من سقوط الإمبراطورية الأرسايدية (الفرثية) في أوائل القرن الثالث الميلادي.
واسمه ساسان - الأصغر - بن بابك بن ساسان بن بابك بن مهرمس بن ساسان بن بهمن بن الملك بن إسفنديار بن بشتاسب، وقيل في نسبته غير ذلك. وكان ساسان قوياً جداً شجاعاً يحب الفروسية والصيد، وتزوج امرأة من نسل ملوك فارس يعرفون بالبادرنجبين وكان قيماً على بيت نار بإصطخر يقال له: بيت نار هيد، فولدت له بابك فلما كبر قام بأمر الناس بعد أبيه ثم ولد له ابنه أردشير وهو الملك أردشير الأول. ليست هنا معلومات كثيرة متوفرة حول ساسان ولكن معظم ما هو مذكور هنا مأخوذ من كتاب الكامل في التاريخ لابن الأثير.

## هوية ساسان